# Obwód Stopnica BCh
Obwód Stopnica BCh – jeden z 3 obwodów w Podokręgu III d w Okręgu Kielce w strukturze Batalionów Chłopskich.
Obwód Stopnica BCh obejmował terytorium przedwojennego powiatu stopnickiego. Podzielony był na 3 rejony. Rejon obejmował kilka gmin i otrzymał zadanie zorganizowania na swym terenie pełnego batalionu BCh. Gmina otrzymała rozkaz zorganizowania na swym terenie kompanii BCh, natomiast wieś otrzymała rozkaz zorganizowania plutonu lub drużyny BCh.

## Struktura organizacyjna Obwodu Stopnica BCh
- komendant obwodu - Józef Grochowski
- komendant LSB - Jan Sowa[1].
- zastępca komendanta obwodu - Jan Wójtowicz
- szef sztabu - Jan Morycz

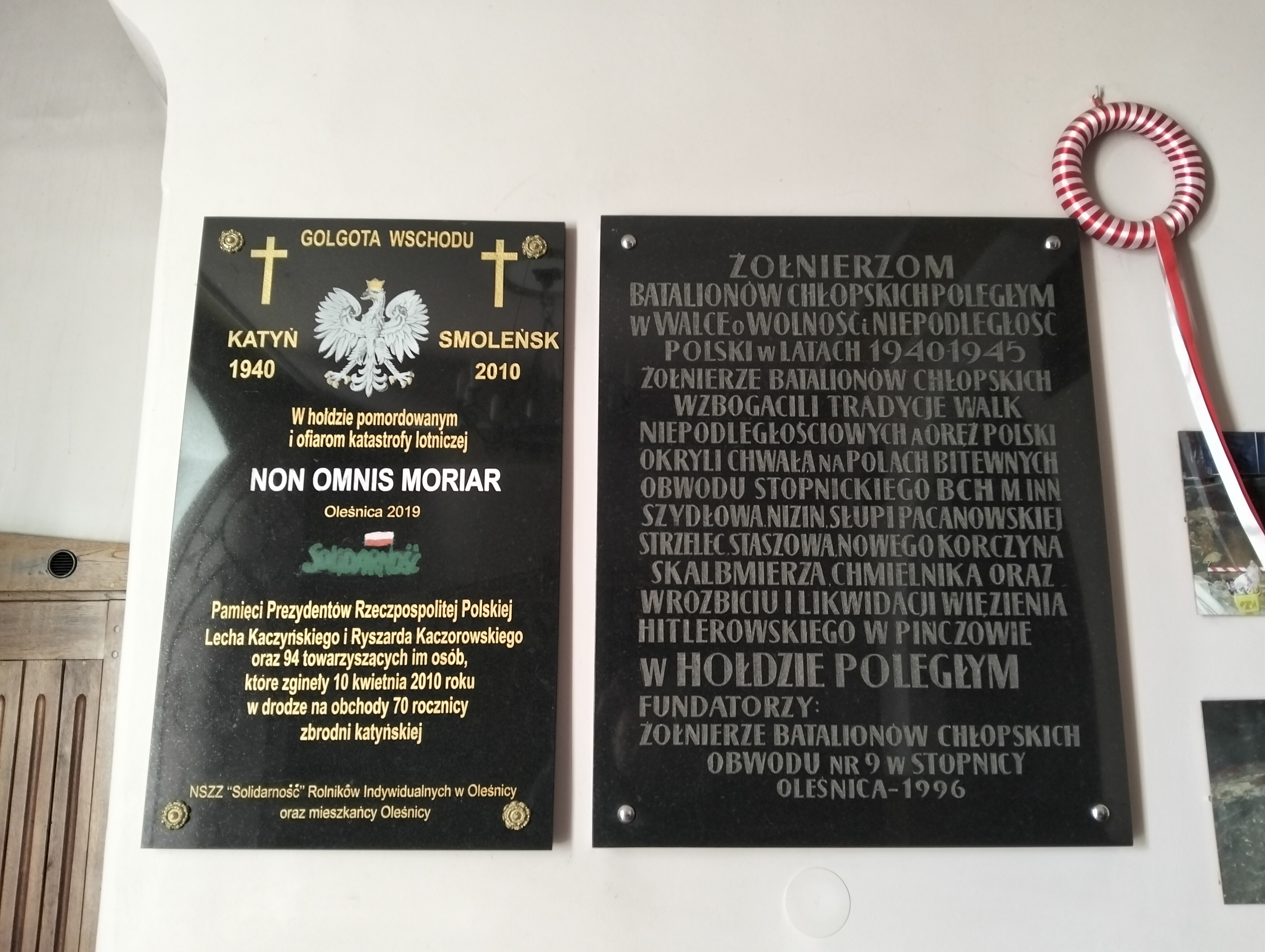
Tablica upamiętniająca żołnierzy obwodu w kościele Wniebowzięcia Najświętszej Maryi Panny w Oleśnicy

- rejon Wschód - komendant rejonowy Jan Wójtowicz
  - gmina Oględów - komendant Jan Maj
  - gmina Oleśnica
  - gmina Łubnice
  - gmina Pacanów
  - gmina Tuczępy
  - gmina Wolica
  - gmina Wójcza
  - gmina Zborów
  - osada Stopnica
- rejon Północ - komendant rejonowy Antoni Kucharczyk
  - gmina Chmielnik
  - gmina Drugnia
  - gmina Gnojno
  - gmina Grabki - komendant Stanisław Patrzałek
  - gmina Kurozwęki
  - gmina Potok
  - gmina Szydłów
  - gmina Maleszowa
- rejon Południe - komendant rejonowy Ludwik Zych
  - gmina Grotniki - komendant Władysław Nowak
  - gmina Pawłów
  - gmina Pęczelice
  - gmina Radzanów
  - gmina Szaniec - komendant Henryk Grabala
  - gmina Szczytniki - komendant Józef Molisak
  - gmina Busko[2].